# Lynette Woodard
Lynette Woodard (Wichita, 12 agosto 1959) è un'ex cestista e allenatrice di pallacanestro statunitense, capitano della Nazionale vincitrice della medaglia d'oro al torneo femminile olimpico di pallacanestro a Los Angeles nel 1984. Prima donna a essersi esibita con gli Harlem Globetrotters, è tra i membri del Women's Basketball Hall of Fame e del Naismith Memorial Basketball Hall of Fame.

## Biografia
Ritenuta tra le migliori cestiste della storia della pallacanestro femminile, Lynette Woodard disputò parte della sua carriera di club all'estero, non potendo contare le donne, all'epoca, su una Lega professionistica negli Stati Uniti.
Proveniente da Wichita, nel Kansas, rappresentò la squadra femminile dell'Università di tale Stato, realizzando 3 469 punti tra il 1978 e il 1981.
Dopo l'esperienza universitaria fu ingaggiata in Italia dalla Pallacanestro Schio, per poi tornare negli Stati Uniti dove lavorò presso la stessa Università del Kansas e fu a disposizione della Nazionale per il torneo olimpico femminile a Los Angeles; lì fu il capitano della squadra che si aggiudicò la medaglia d'oro.
Nel 1985 si propose come giocatrice negli Harlem Globetrotters e vinse una selezione tra cinquanta sue colleghe divenendo nel 1986 la prima donna a esibirsi nella famosa squadra-spettacolo newyorkese.
Rimase in tale squadra fino a tutto il 1987, quando decise di lasciarla in anticipo di due anni sulla fine del contratto per tornare in Italia alla Trogylos di Priolo Gargallo, con cui si aggiudicò il titolo nazionale 1988-89.
Nel 1989 fu ingaggiata in Giappone dal Daiwa Securities, compagine oggi nota come Niigata Albirex, in cui rimase fino al 1993; nel 1990 si laureò campione del mondo al torneo femminile in Malesia con la Nazionale statunitense, della cui rosa fu la giocatrice più anziana.
Dopo avere conosciuto in Giappone una compagna di squadra che praticava la professione di agente di cambio, decise, una volta tornata negli Stati Uniti e messa fine alla carriera agonistica, di intraprendere anche lei l'attività finanziaria alla Borsa di New York; tuttavia, quando nacque la WNBA, la Lega femminile nordamericana, a Lynette Woodard fu proposto il primo contratto professionistico negli Stati Uniti, per la (ormai defunta) squadra delle Cleveland Rockers; l'anno successivo disputò, a 39 anni, la sua ultima stagione in assoluto con le neonate Detroit Shock (oggi di stanza a Tulsa).
Tra il 1999 e il 2004 fu allenatrice in seconda della squadra di pallacanestro femminile dell'Università del Kansas, e nel suo ultimo anno in tale incarico fu anche capo-allenatore; da allora svolge a tempo pieno l'attività di agente di cambio.
Figura nella Naismith Memorial Basketball Hall of Fame in qualità di giocatrice, essendovi stata ammessa individualmente nel 2004. Due anni prima erano stati ammessi gli Harlem Globetrotters come squadra; proprio la Woodard fu prima donna a essersi mai esibita per i Globetrotters. Nel 2005 è stata ammessa nel Women's Basketball Hall of Fame.

## Statistiche

### Statistiche nelle competizioni nazionali
Statistiche aggiornate al 31 dicembre 1998
| Stagione        | Squadra           | Competizione    | Partite | Partite | Partite | Statistiche tiro | Statistiche tiro | Statistiche tiro | Altre statistiche | Altre statistiche | Altre statistiche | Altre statistiche | Altre statistiche |
| Stagione        | Squadra           | Competizione    | Pres.   | Titol.  | Minuti  | Tiri da 2        | Tiri da 3        | Liberi           | Rimb.             | Assist            | Rubate            | Stopp.            | Punti             |
| --------------- | ----------------- | --------------- | ------- | ------- | ------- | ---------------- | ---------------- | ---------------- | ----------------- | ----------------- | ----------------- | ----------------- | ----------------- |
| 1981-1982       | UFO Schio         | Serie A1        | 25      |         |         |                  |                  |                  |                   |                   |                   |                   | 844               |
| 1987-1988       | Ibla Priolo       | Serie A1        | 24      |         |         |                  |                  |                  |                   |                   |                   |                   | 744               |
| 1988-1989       | Enichem Priolo    | Serie A1        | 39      |         |         |                  |                  |                  |                   |                   |                   |                   | 969               |
| 1989-1990       | Basket Bari       | Serie A1        | 13      |         | 517     | 141/268          | 2/11             | 73/92            | 99                | 26                | 35                |                   | 361               |
| 1997            | Cleveland Rockers | WNBA            | 28      | 27      | 712     | 87/210           | 0/7              | 43/64            | 115               | 67                | 45                | 10                | 217               |
| 1998            | Seattle Storm     | WNBA            | 27      | 8       | 383     | 36/93            | 0/0              | 36/93            | 66                | 22                | 22                | 3                 | 95                |
| Totale carriera | Totale carriera   | Totale carriera | 161     | 35      | 1.612   | 264/571          | 2/18             | 139/196          | 280               | 115               | 93                | 48                | 3.230             |

### Statistiche nelle competizioni internazionali
Statistiche aggiornate al 31 dicembre 1998 
| Stagione        | Squadra         | Competizione    | Partite | Partite | Partite | Statistiche tiro | Statistiche tiro | Statistiche tiro | Altre statistiche | Altre statistiche | Altre statistiche | Altre statistiche | Altre statistiche |
| Stagione        | Squadra         | Competizione    | Pres.   | Titol.  | Minuti  | Tiri da 2        | Tiri da 3        | Liberi           | Rimb.             | Assist            | Rubate            | Stopp.            | Punti             |
| --------------- | --------------- | --------------- | ------- | ------- | ------- | ---------------- | ---------------- | ---------------- | ----------------- | ----------------- | ----------------- | ----------------- | ----------------- |
| 1987-1988       | Ibla Priolo     | Ronchetti       | 0       |         |         |                  |                  |                  |                   |                   |                   |                   | 0                 |
| 1988-1989       | Enichem Priolo  | Ronchetti       | 8       |         |         |                  |                  |                  |                   |                   |                   |                   | 189               |
| Totale carriera | Totale carriera | Totale carriera | 8       |         |         |                  |                  |                  |                   |                   |                   |                   | 189               |

## Palmarès
Trofei internazionali
- Olimpiadi: 1 oro

Stati Uniti: Los Angeles 1984
- Mondiali: 1

Stati Uniti: 1990
- Giochi panamericani: 1

Stati Uniti: 1983
- Universiadi: 1

Stati Uniti: 1979
- Goodwill Games: 1

Stati Uniti: 1990
Trofei nazionali
- Campionato italiano: 1

Trogylos Priolo: 1988-1989